# Consorti dei sovrani di Oldenburgo
Per le consorti reali degli altri Stati governati dalla Casa di Oldenburgo ed i suoi innesti, vedere Consorti dei sovrani danesi, Consorti dei sovrani di Schleswig-Holstein, Consorti dei sovrani di Holstein-Sonderburg, e Consorti dei sovrani di Russia.

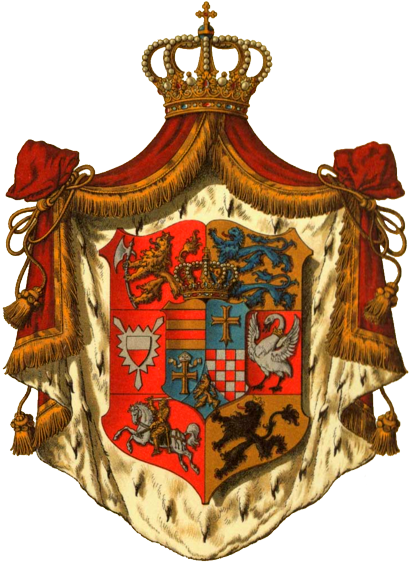
Stemma del Granducato di Oldenburgo.

Una consorte reale è la moglie di un monarca regnante. Le consorti dei monarchi nel Granducato di Oldenburgo ed i suoi Stati predecessori non hanno rango costituzionale, o potere, ma molte hanno avuto un'influenza significativa sulla loro coniuge.
Dall'elevazione della Contea di Oldenburgo a Ducato e poi a Granducato, la Monarchia di Oldenburgo ha avuto quattro consorti reali: una duchessa e tre granduchesse. Anche se il loro marito era il sovrano del territorio di Oldenburgo, essi non furono i capi della Casa di Oldenburgo; tale onore spetta ai Re di Danimarca di Oldenburgo e successivamente ai Duchi di Schleswig-Holstein di Glücksburg , discendenti dal Conte Cristiano VI. Le Regine consorti di Danimarca detennero il titolo di Contessa (poi Duchessa) di Oldenburgo, ma non fu fino al 1667-1773 che la Danimarca assunse il controllo di Oldenburgo; successivamente passò ai russi, provenivano da un altro ramo della Casa di Oldenburgo.
Tutte le consorti femminili hanno avuto il diritto e hanno detenuto il titolo di contessa, duchessa, o granduchessa consorte a seconda degli anni. Poiché tutti governanti dell'Oldenburgo dovevano essere di sesso maschile a causa della legge salica di successione maschile e l'esclusione totale della successione femminile, non ci sono mai stati consorti di sesso maschile dell'Oldeburgo. Le consorti hanno detenuto il titolo di, Contessa consorte di Oldenburgo (1088-1774), Duchessa di consorte Oldenburgo (1774-1815/1829), e in ultimo, Granduchessa consorte di Oldenburgo (1815/1829-1918). Se fosse esistito un consorte dal 1815-1829, sarebbe stata nella situazione imbarazzante di essere una duchessa consorte regnante in un Granducato. Oldenburgo fu elevato a Granducato nel 1815 dopo le guerre napoleoniche, ma Guglielmo e Pietro I non utilizzarono mai il titolo di Granduca di Oldenburgo. Ma Guglielmo e Pietro non ebbero mogli viventi in quel periodo.
Non tutte le mogli dei sovrani sono diventate consorti, poiché possono essere morte, aver divorziato, il loro matrimonio dichiarato non valido prima della salita al trono dei loro mariti, o essersi sposate dopo un'abdicazione. Tra questi casi vi sono:
- Adelaide di Oldenburgo-Delmenhorst, l'unica figlia femmina di Ottone IV di Delmenhorst; prima moglie di Teodorico (poiché Principe Ereditario della Contea di Oldenburgo), sposato nel 1401 circa, si dice che sia morta già nel 1404.
- Sibilla Elisabetta di Brunswick-Dannenberg, l'unica figlia femmina di Enrico III, Duca di Brunswick-Lüneburg; moglie di Antonio II (dopo la partizione dell'Oldenburgo, nel 1577, suo marito ricevé Delmenhorst), sposato nel 1600 circa, morta il 9 luglio 1630.
- Federica di Württemberg, la seconda figlia femmina di Federico II Eugenio, Duca di Württemberg; moglie di Pietro I (poiché erede del ducato di Oldenburgo), sposato il 6 giugno 1781, morta il 24 novembre 1785.
- Adelaide di Anhalt-Bernburg-Schaumburg-Hoym, la seconda figlia femmina di Vittorio II, Principe di Anhalt-Bernburg-Schaumburg-Hoym; moglie di Augusto I (poiché Granduca Ereditario), sposato il 24 luglio 1817, morta il 13 settembre 1820.
- Ida di Anhalt-Bernburg-Schaumburg-Hoym, la quarta figlia femmina di Vittorio II, Principe di Anhalt-Bernburg-Schaumburg-Hoym; moglie di Augusto I (poiché Granduca Ereditario), sposato il 24 giugno 1825, morta il 31 marzo 1828.
- Elisabetta Anna di Prussia, la seconda figlia femmina del Principe Federico Carlo di Prussia; moglie di Federico Augusto II (poiché Granduca Ereditario), sposato il 18 febbraio 1878, morta il 28 agosto 1895.

Dal 1774 alla fine della monarchia nel 1918, soltanto Guglielmo, Duca di Oldenburgo e Pietro I, Duca di Oldenburgo hanno regnato senza consorte.
Dopo che il Granducato fu abolito nel 1918, il coniuge del capo dell'antica famiglia granducale di Oldenburgo è la titolare Granduchessa consorte di Oldenburgo. L'attuale granduchessa titolare è la Principessa Amelia di Löwenstein-Wertheim-Freudenberg, la moglie di Antonio-Günther, Duca di Oldenburgo, il capo della famiglia granducale di Oldenburgo.
Se il Duca Cristiano di Oldenburgo, il figlio ed erede di Antonio-Günther, ascende al ruolo di capo della famiglia granducale di Oldenburg, sua moglie, la Contessa Carolina zu Rantzau, diventerà la titolare Granduchessa di Oldenburgo.

## Contessa di Oldenburgo (1088-1774)
| Immagine | Nome                                            | Padre                                                                             | Nascita          | Matrimonio        | Diventò Contessa                    | Cessò di essere Contessa                | Morte            | Consorte                   |
| -------- | ----------------------------------------------- | --------------------------------------------------------------------------------- | ---------------- | ----------------- | ----------------------------------- | --------------------------------------- | ---------------- | -------------------------- |
|          | Richenza di Elsdorf                             | Conte Dedo, marito di Ida von Elsdorf                                             | 1044             | ?                 | 1088 ascesa del marito              | 1108/12 morte del marito                | ?                | Elimar I                   |
|          | Eilika di Werl-Rietberg                         | Enrico, Conte di Rietberg                                                         | ?                | prima del 1102    | 1108 ascesa del marito              | 1142 morte del marito                   | ?                | Elimar II                  |
|          | Cunegonda di Versfleth                          | Gerberto, Conte di Versfleth (Versfleht)                                          | ?                | prima del 1102    | 1142 ascesa del marito              | 1169 morte del marito                   | ?                | Cristiano I                |
|          | Salome di Hostaden-Wickrath                     | Ottone II, Conte di Wickrath                                                      | ?                | prima del 1145    | 1169 ascesa del marito              | 1209/11 morte del marito                | ?                | Maurizio I                 |
|          | Mectilde di Woldenberg                          | Hoier I, Conte di Wöltingerode-Woldenberg                                         | ?                | ?                 | 1209/11 ascesa del marito           | 1251 morte del marito                   | ?                | Otto I                     |
|          | Agnese di Altena-Isenberg                       | Arnoldo, Conte di Altena                                                          | ?                | prima del 1204    | 1209/11 ascesa del marito           | 1238 morte del marito                   | ?                | Cristiano II               |
|          | Richeza di Hoya-Stumpenhausen                   | Enrico II, Conte di Hoya (Hoya)                                                   | ?                | prima del 1250    | 1238 ascesa del marito              | 1272 morte del marito                   | ?                | Giovanni I                 |
|          | Edvige di Oldenburg-Wildeshausen                | Enrico IV, Conte di Oldenburg-Wildeshausen (Oldenburg-Wildeshausen)               | ?                | ?                 | 1272 ascesa del marito              | ?                                       | ?                | Cristiano III              |
|          | Jutta di Bentheim                               | ?                                                                                 | ?                | ?                 | ?                                   | 1278 abdicazione del marito             | prima del 1287   | Cristiano III              |
|          | Elisabetta di Lüneburg                          | Giovanni di Brunswick, Duca di Lüneburg (Lüneburg-Celle)                          | ?                | 1294              | 1294                                | 1294/1298                               | 1294/1298        | Giovanni II                |
|          | Edvige di Diepholz                              | Corrado, Conte di Diepholz                                                        | ?                | ?                 | ?                                   | 1305 abdicazione del marito             | ?                | Giovanni II                |
|          | Edvige di Altbruchhausen                        | Ildeboldo, Conte di Altbruchausen (Oldenburg-Wildeshausen)                        | ?                | ?                 | 1305 ascesa del marito              | 1324 morte del marito                   | 1348             | Cristiano IV               |
|          | Mecthilde di Bronckhorst                        | ?                                                                                 | ?                | ?                 | 1305 ascesa del marito              | 1338                                    | 1338             | Giovanni XI                |
|          | Ingeborg di Itzehoe                             | Gerardo IV, Conte di Holstein-Itzehoe-Plön (Schauenburg)                          | ?                | ?                 | 1344 ascesa del marito              | 1368 morte del marito                   | ?                | Conrrado I                 |
|          | Cunegonda                                       | ?                                                                                 | ?                | ?                 | 1368 ascesa del marito              | 1386 morte del marito                   | ?                | Conrrado II                |
|          | Elisabetta di Brunswick-Lüneburg                | Magnus II, Duca di Brunswick-Lüneburg (Brunswick)                                 | 1368             | 1391              | 1391                                | 1398 abdicazione del marito             | 1420             | Maurizio III o IV          |
|          | Agnese di Hohnstein-Heiringen                   | Dietrich V, Conte di Hohnstein (Hohnstein)                                        | ?                | 1360              | 1398 ascesa del marito              | 1404                                    | 1404             | Cristiano V                |
|          | Helvig di Schleswig e Holstein                  | Gerardo VI, Conte di Holstein-Rendsborg, Duca di Schleswig (Schauenburg)          | 1398             | 23 novembre 1423  | 23 novembre 1423                    | 1436                                    | 1436             | Dietrich                   |
|          | Adelaide di Tecklenburg                         | Ottone VIII, Conte di Tecklenburg (Schwerin)                                      | 1435             | 1453              | 1453                                | 2 marzo 1477                            | 2 marzo 1477     | Gerardo VI                 |
|          | Anna di Anhalt-Zerbst                           | Giorgio I, Principe di Anhalt-Zerbst (Ascania)                                    | ?                | 20 giugno 1498    | 20 giugno 1498                      | 10 febbraio 1526 abdicazione del marito | 10 ottobre 1531  | Giovanni V                 |
|          | Sofia di Sassonia-Lauenburg                     | Magnus I, Duca di Sassonia-Lauenburg (Ascania)                                    | 1521             | 1º gennaio 1537   | 1566 ascesa del marito              | 13 maggio 1571                          | 13 maggio 1571   | Antonio I                  |
|          | Elisabetta di Schwarzburg-Blankenburg           | Gunther XL, Conte di Schwarzburg (Schwarzburg)                                    | 13 aprile 1541   | 1576              | 1576                                | 12 novembre 1603 morte del marito       | 26 dicembre 1612 | Giovanni VII               |
|          | Sofia Caterina di Schleswig-Holstein-Sonderburg | Alessandro, Duca di Schleswig-Holstein-Sonderburg (Schleswig-Holstein-Sonderburg) | 28 giugno 1617   | 1635              | 1635                                | 19 giugno 1667 morte del marito         | 22 novembre 1696 | Antonio Gundicaro          |
|          | Sofia Amelia di Brunswick e Lüneburg            | Giorgio, Duca di Brunswick-Lüneburg (Brunswick-Lüneburg)                          | 24 marzo 1628    | 1º ottobre 1643   | 1667 Oldenburg passò alla Danimarca | 9 febbraio 1670 morte del marito        | 20 febbraio 1685 | Federico III di Danimarca  |
|          | Carlotta Amalia d'Assia-Kassel                  | Guglielmo VI, Langravio d'Assia-Kassel (Assia-Kassel)                             | 27 aprile 1650   | 25 giugno 1667    | 9 febbraio 1670 ascesa del marito   | 25 agosto 1699 morte del marito         | 27 marzo 1714    | Cristiano V di Danimarca   |
|          | Luisa di Meclemburgo-Güstrow                    | Gustavo Adolfo, Duca di Meclemburgo-Güstrow (Meclemburgo-Güstrow)                 | 28 agosto 1667   | 5 dicembre 1695   | 25 agosto 1699 ascesa del marito    | 15 marzo 1721                           | 15 marzo 1721    | Federico IV di Danimarca   |
|          | Anna Sofia Reventlow                            | Conrad, Conte Reventlow                                                           | 16 aprile 1693   | 4 aprile 1721     | 4 aprile 1721                       | 12 ottobre 1730 morte del marito        | 7 gennaio 1743   | Federico IV di Danimarca   |
|          | Sofia Maddalena di Brandeburgo-Kulmbach         | Cristiano Enrico, Margravio di Brandeburgo-Bayreuth-Kulmbach (Hohenzollern)       | 28 novembre 1700 | 7 agosto 1721     | 12 ottobre 1730 ascesa del marito   | 6 agosto 1746 morte del marito          | 27 maggio 1770   | Cristiano VI di Danimarca  |
|          | Luisa di Gran Bretagna                          | Giorgio II di Gran Bretagna (Hanover)                                             | 7 dicembre 1724  | 11 dicembre 1743  | 6 agosto 1746 ascesa del marito     | 19 dicembre 1751                        | 19 dicembre 1751 | Federico V di Danimarca    |
|          | Giuliana Maria di Brunswick-Wolfenbüttel        | Ferdinando Alberto II, Duca di Brunswick-Wolfenbüttel (Brunswick-Bevern)          | 4 settembre 1729 | 8 luglio 1752     | 8 luglio 1752                       | 13 gennaio 1766 morte del marito        | 10 ottobre 1796  | Federico V di Danimarca    |
|          | Carolina Matilde di Gran Bretagna               | Federico, Principe di Galles (Hannover)                                           | 11 luglio 1751   | 8 novembre 1766   | 8 novembre 1766                     | 1773 Oldenburg passò alla Russia        | 10 maggio 1775   | Cristiano VII di Danimarca |
|          | Guglielmina d'Assia-Darmstadt                   | Luigi IX, Langravio d'Assia-Darmstadt (Assia-Darmstadt)                           | 25 giugno 1755   | 29 settembre 1773 | 29 settembre 1773                   | 1773 cessò di essere contessa           | 15 aprile 1776   | Paolo I di Russia          |
|          | Ulrica Federica Guglielmina d'Assia-Kassel      | Langravio Massimiliano d'Assia-Kassel (Assia-Kassel)                              | 31 ottobre 1722  | 21 novembre 1752  | 1773 ascesa del marito              | 1774 diventò Duchessa                   | 28 febbraio 1787 | Federico Augusto I         |

## Duchessa di Oldenburgo (1774-1829)
| Immagine | Nome                                       | Padre                                                | Nascita         | Matrimonio       | Diventò Duchessa      | Cessò di essere Duchessa       | Morte            | Consorte           |
| -------- | ------------------------------------------ | ---------------------------------------------------- | --------------- | ---------------- | --------------------- | ------------------------------ | ---------------- | ------------------ |
|          | Ulrica Federica Guglielmina d'Assia-Kassel | Langravio Massimiliano d'Assia-Kassel (Assia-Kassel) | 31 ottobre 1722 | 21 novembre 1752 | 1774 diventò Duchessa | 6 luglio 1785 morte del marito | 28 febbraio 1787 | Federico Augusto I |

## Granduchessa di Oldenburgo (1829-1918)
| Immagine | Nome                                            | Padre                                                                          | nascita        | Matrimonio       | Diventò Granduchessa               | Cessò di essere Granduchessa            | Morte            | Consorte            |
| -------- | ----------------------------------------------- | ------------------------------------------------------------------------------ | -------------- | ---------------- | ---------------------------------- | --------------------------------------- | ---------------- | ------------------- |
|          | Cecilia di Svezia                               | Gustavo IV Adolfo di Svezia (Holstein-Gottorp)                                 | 22 giugno 1807 | 5 maggio 1831    | 5 maggio 1831                      | 27 gennaio 1844                         | 27 gennaio 1844  | Augusto I           |
|          | Elisabetta di Sassonia-Altenburg                | Giuseppe, Duca di Sassonia-Altenburg (Sassonia-Altenburg)                      | 26 marzo 1826  | 10 febbraio 1852 | 27 febbraio 1853 ascesa del marito | 2 febbraio 1896                         | 2 febbraio 1896  | Pietro II           |
|          | Elisabetta Alessandrina di Meclemburgo-Schwerin | Federico Francesco II, Granduca di Meclemburgo-Schwerin (Meclemburgo-Schwerin) | 10 agosto 1869 | 24 ottobre 1896  | 13 giugno 1900 ascesa del marito   | 11 novembre 1918 abdicazione del marito | 3 settembre 1955 | Federico Augusto II |

### Titolare Granduchessa di Oldenburgo (dal 1918)
| Immagine | Nome                                            | Padre                                                                              | Nascita          | Matrimonio        | Diventò Granduchessa Titolare           | Cesso di essere Granduchessa Titolare         | Morte            | Consorte                                   |
| -------- | ----------------------------------------------- | ---------------------------------------------------------------------------------- | ---------------- | ----------------- | --------------------------------------- | --------------------------------------------- | ---------------- | ------------------------------------------ |
|          | Elisabetta Alessandrina di Meclemburgo-Schwerin | Federico Francesco II, Granduca di Meclemburgo-Schwerin (Meclemburgo-Schwerin)     | 10 agosto 1869   | 24 ottobre 1896   | 11 novembre 1918 abdicazione del marito | 24 febbraio 1931 morte del marito             | 3 settembre 1955 | Federico Augusto II                        |
|          | Principessa Elena di Waldeck e Pyrmont          | Federico, Principe di Waldeck e Pyrmont (Waldeck e Pyrmont)                        | 22 dicembre 1899 | 26 ottobre 1921   | 24 febbraio 1931 ascesa del marito      | 18 febbraio 1948                              | 18 febbraio 1948 | Nikolaus, Granduca Ereditario di Oldenburg |
|          | Anne-Marie von Schutzbar gennant Milchling      | Rudolf von Schutzbar gennant Milchling (Schutzbar genannt Milchling)               | 3 luglio 1903    | 20 settembre 1950 | 20 settembre 1950                       | 3 aprile 1970 morte del marito                | 1º gennaio 1991  | Nikolaus, Granduca Ereditario di Oldenburg |
|          | Ameli di Löwenstein-Wertheim-Freudenberg        | Udo, Principe di Löwenstein-Wertheim-Freudenberg (Löwenstein-Wertheim-Freudenberg) | 4 marzo 1923     | 7 agosto 1951     | 3 aprile 1970 ascesa del marito         | in carica Erede: Contessa Caroline zu Rantzau |                  | Anton-Günther, Duca di Oldenburg           |